# Leonardo Guerra Seràgnoli
Leonardo Guerra Seràgnoli (Roma, 16 febbraio 1980) è un regista, sceneggiatore e produttore cinematografico italiano.

## Biografia
Nel 2006 gira il suo primo corto Carne e Cielo. Fonda la società di produzione Essentia, che realizza film indipendenti come The Wait di M. Blash e Jack and Diane di Bradley Gray, di cui Seràgnoli è il produttore esecutivo. È inoltre produttore associato del film Arianna, di Carlo Lavagna. Nel 2012 si diploma in sceneggiatura presso la London Film School e nel 2015 partecipa alla Berlinale Talents.
La sceneggiatura del suo primo lungometraggio da regista, Last Summer, è scritta con l'autore di graphic novel Igort e con la collaborazione della scrittrice giapponese Banana Yoshimoto che ha lavorato per la caratterizzazione del personaggio femminile protagonista. I costumi sono di Milena Canonero, che ha anche partecipato alla produzione, e il montaggio è dell'austriaca Monika Willi. Last Summer è stato presentato in anteprima alla Festa del Cinema di Roma, dove ha ottenuto la Menzione Speciale della Giuria Taodue Miglior Opera Prima, il Premio A.I.T.S. Miglior Suono e il Premio Akai Film Rivelazione. Al festival Bimbi Belli vince il premio per il miglior film e ad Annecy cinéma italien il Grand Prix Fiction.
Il suo secondo lungometraggio si intitola Likemeback. Prodotto da Essentia, Nightswim e Indiana Production, nel 2018 partecipa al Locarno Festival nella sezione Cineasti del presente.

## Filmografia

### Regista e sceneggiatore

#### Cortometraggi
- Carne e cielo (2006)
- Alfred (2008)
- The Center (2009)
- Will (2010)
- Rachel (2010)
- Ama (2012)
- Tigers (2012)

#### Lungometraggi
- Last Summer (2014)
- Likemeback (2018)
- Gli indifferenti (2020)

### Produttore

#### Cortometraggi
- Carne e cielo, regia di Leonardo Guerra Seràgnoli (2006)
- Alfred, regia di Leonardo Guerra Seràgnoli (2008)
- Diarchia, regia di Ferdinando Cito Filomarino (2010)
- Will, regia di Leonardo Guerra Seràgnoli (2010)
- Rachel, regia di Leonardo Guerra Seràgnoli (2010)
- Ama, regia di Leonardo Guerra Seràgnoli (2012)
- The Prevailing Winds, regia di Adam Butcher (2016)

#### Lungometraggi
- Jack and Diane, regia di Bradley Gray (2012)
- The Wait, regia di M. Blash (2013)
- Arianna, regia di Carlo Lavagna (2015)
- Likemeback, regia di Leonardo Guerra Seràgnoli (2018)
- Vermiglio, regia di Maura Delpero (2024)

## Riconoscimenti
- David di Donatello
  - 2025 – Miglior produttore per Vermiglio